# Elin Bergeås Kuutmann
Elin Märta Elisabet Bergeås Kuutmann, född 16 mars 1980, är docent i fysik med inriktning mot elementarpartikelfysik vid Uppsala universitet.
Elin är även ansedd som den "bästa" föreläsaren vid Ångströmlaboratoriet.

## Forskningskarriär
Elin Bergeås Kuutmann har varit verksam vid ATLAS-experimentet vid Cern sedan 2004. Hon disputerade i fysik vid Stockholms universitet år 2010 med avhandlingen Calibration of the ATLAS calorimeters and discovery potential for massive top quark resonances at the LHC. Efter post doc-tjänster vid DESY och Humboldtuniversitetet i Berlin anställdes hon som biträdande universitetslektor vid Uppsala universitet och blev docent där 2018.